# Amal Amjahid
Amal Amjahid, née le 28 octobre 1995 à Berchem-Sainte-Agathe, est une ju-jitsuka belge. Double médaillée d'or aux Jeux mondiaux de 2017, elle est octuple championne d'Europe et octuple championne du monde. Elle a obtenu des titres dans les catégories des −55 kg, −62 kg et −70 kg.

## Biographie
Amal Amjahid naît le 28 octobre 1995 à Berchem-Sainte-Agathe. Elle débute le ju-jitsu à l'âge de sept ans. Elle mesure 1,56 m et est entraînée par son père.
En 2013, elle remporte son premier titre de championne du monde à Los Angeles.
En 2015, elle est sacrée championne d'Europe et championne du monde de ju-jitsu ne-waza en catégorie −62 kg pour la troisième fois, ce qui lui vaut de recevoir le FrancoSports 2015 de l'Espoir féminin en janvier 2016.
En 2017, elle remporte deux médailles d'or aux Jeux mondiaux à Wrocław, une dans la catégorie des −55 kg et l'autre dans la catégorie Open-Ne waza, et deux médailles d'or aux Championnats du monde, une dans la catégorie des −70 kg et l'autre par équipe. Grâce à ses performances, elle est élue Sportive bruxelloise de l'année 2017 en février 2018,.
En mai 2018, alors qu'elle devait se rendre aux Championnats du monde aux États-Unis, l'accès au pays est refusé à son père, alors que tous les documents, dont l’ESTA, étaient en ordre selon elle. Elle indique par la suite que l'ESTA de son père a été annulé mais qu'elle n'a pas pu obtenir d'explication.
En août de la même année, elle remporte la médaille d'or au Grand Chelem de Tokyo et devient numéro un mondiale dans sa catégorie. Par la suite, elle devient championne du monde pour la septième fois après sa victoire en −55 kg lors des championnats du monde à Malmö.
En juin 2019, Amal Amjahid remporte un huitième titre de championne d'Europe, le quatrième en −70 kg, lors des Championnats d'Europe de ju-jitsu à Bucarest. En septembre de la même année, elle remporte une médaille d'or lors des World Martial Arts Masterships à Chungju, également en −70 kg. En novembre, elle remporte un huitième titre mondial lors des Championnats du monde à Abou Dhabi